# Francesco Salviati (biskup)
Francesco Salviati (zm. 26 kwietnia 1478) – arcybiskup Pizy, uczestnik spisku Pazzich. 
Francesco Salviati był powinowatym papieża Sykstusa IV, który obsypywał rodzinę Riario licznymi godnościami. W 1474 podczas sporu między papieżem a rządzącym we Florencji Wawrzyńcem Wspaniałym, ten pierwszy wysunął kandydaturę Salviatiego na nieobsadzone wówczas stanowisko arcybiskupa Florencji. Sprzeciwił się temu Wawrzyniec, a papież ostatecznie ustąpił z forsowania Salviatiego i zgodził się na wybór jednego z sojuszników Medyceuszy.
Jeszcze w tym samym roku kandydatura Salviatiego stała się przedmiotem kolejnego sporu między Wawrzyńcem i papieżem: tym razem papież mianował Salviatiego arcybiskupem Pizy (miasta znajdującego się także na terenach kontrolowanych przez Wawrzyńca). Pomimo otrzymania nominacji papieskiej Salviati nie mógł jednak objąć swego urzędu, niewpuszczany przez Wawrzyńca do Pizy. Sytuacja ta trwała trzy lata, do czasu osiągnięcia kompromisu (Wawrzyniec zgodził się na objęcie stanowiska przez Salviatiego w zamian za papieską obietnicę uzyskiwania zgody Florencji odnośnie do kandydatów obejmujących stanowiska kościelne w Toskanii oraz przyznania kapelusza kardynalskiego jednemu z florenckich duchownych). 
26 kwietnia 1478 Salviati był jednym z przywódców wymierzonego w Wawrzyńca Wspaniałego spisku Pazzich. Próba zabójstwa Wawrzyńca oraz przejęcia władzy nad Florencją jednak się nie powiodła, a Salviati został schwytany i powieszony w oknie pałacu Vecchio.